# Liste der Abgeordneten zum Salzburger Landtag (Herzogtum, 1. Wahlperiode)
Diese Liste der Abgeordneten zum Salzburger Landtag (Herzogtum, 1. Wahlperiode) listet alle Abgeordneten zum Salzburger Landtag, dem Landtag (Kaisertum Österreich) des Kronlandes Herzogtum Salzburg im  Kaisertum Österreich, in dessen 1. Wahlperiode auf.

## Überblick über die 1. Wahlperiode  1861–1866
Der Salzburg Landtag war schon mit dem Oktoberdiplom 1860 eingerichtet worden, als das Kronland Salzburg ein neues Landestatut bekam, und wurde mit dem Februarpatent 1861 für alle Kronländer neu verordnet.
Die Anzahl der Sitze (Abgeordnete) wurde von 20 auf 26 erhöht. Die Virilstimmen der Äbte von St. Peter und Michaelbeuern und des Domkapitels wurden abgeschafft. Die Wahlordnung von 1860 blieb ohne Bedeutung, da sich der Landtag erst nach Februar 1861 zur Eröffnungssitzung zusammenfand: Nach den militärischen Niederlagen Österreichs 1859 in Italien (Sardinischer Krieg, Solferino) war das Kronland Salzburg aus Ersparnisgründen 1860 wieder kurz der Statthalterei in Österreich ob der Enns unterstellt gewesen, die formale Wiedererrichtung selbstständiger Landesbehörden erfolgte 29. März 1861 durch kaiserliches Handschreiben, die rechtliche Verordnung 8./15. Mai 1861.
Die  Eröffnungssitzung des Salzburger Landtags fand am 6. April 1861 statt. Dem Landtag gehörten dabei 5 Vertreter des Großgrundbesitzes, 2 Vertreter der Handelskammer, 10 Vertreter der  Städte und Märkte und 8 Vertreter der Landgemeinden an, hinzu kam die Virilstimme des Salzburger Erzbischofs.  Die letzte Sitzung fand 15. Dezember 1866 statt, der folgende Landtag hielt seine erste Sitzung am 18. Februar 1867.
Landtags- (und auch Landesausschuss-)Vorsitzender war Landeshauptmann und k.k Landes-Gerichtspräsident Josef Ritter von Weiß (im Amt 31. März 1861 – 20. September 1872), sein Stellvertreter der Bürgermeister von Salzburg, Heinrich Ritter von Mertens.
Vorgesetzter Landeschef (Statthalter, hier Landespräsident genannt) war anfangs interimistisch Ernst Graf Gourcy-Droitaumont (Amtszeit: 30. April 1860 – 11. Juli 1861), dann Franz Freiherr von Spiegelfeld (bis April 1863), Eduard Graf Taaffe (bis Jänner 1867),  Karl Graf Coronini-Cronberg (8. Jänner 1867 bis 22. September 1869)  und zuletzt, schon nach der letzten Tagung, Karl Graf Coronini-Cronberg (im Amt  8. Jänner 1867 – 22. September 1869);
Landesherr war Kaiser Franz Joseph I.

## Sessionen
Die 1. Wahlperiode war in 5 Sessionen unterteilt:
- I. Session: vom 6. April 1861 bis zum 12. April 1861 (5 Sitzungen)
- II. Session: vom 8. Jänner 1863 bis zum 21. Februar 1863 (22 Sitzungen)
- III. Session: vom 2. März 1864 bis zum 22. März 1864 (11 Sitzungen)
- IV. Session: 23. November 1865 bis zum 23. Dezember 1865 (17 Sitzungen)
- V. Session: 19. November 1866 bis zum 15. Dezember 1866 (14 Sitzungen)

## Landtagsabgeordnete
1. Spalte: Sortierung im Verzeichnis der Landtags-Mitglieder (durchgestrichen: während der Wahlperiode ausgeschieden; geklammert: während der Wahlperiode nachbesetzt)
Name: der Vorsitzende (Landeshauptmann) fettgesetzt, der Stellvertreter kursiv;  … Abgeordnete zum Reichsrat,  … deren Ersatzmänner;  … Mitglieder des Landesausschusses;  … deren Ersatzmänner
3. Spalte: sortiert nach obigen Funktionen: LH, LHS … Landeshauptmann/-Stllv; LA, LAS … Ausschussmitglied/-Stllv..; RA … Reichsratsabg.
WK … Wahlklasse: V … Virilstimme, GG … Großgrundbesitz,  HK … Handelskammer, SM … Städte und Märkte, LG … Landgemeinden
Anmerkung: sortiert sich nach Amtszeit
|      | Name                           |           | WK | Wahlbezirk  | Anmerkung |
| ---- | ------------------------------ | --------- | -- | ----------- | --- |
| C    | Rudolf Biebl                   |           | SM | Salzburg    | bis 1869 (2. WP) abgeordnet (und wieder ab 1878, 5. WP) |
| E4   | Albert Eder                    | RA (LAS)  | SM | Golling     | (wieder ab 1870, 2. WP, II. Sess. und ab 1877, 4. WP, Virilstimme, abgeordnet); auch Landesausschuss-Ersatzmann ab 22. Dezember 1865                                         |
| F3   | Anton Embacher                 |           | LG | Zell am See | bis 1877 (4. WP) abgeordnet (ab 2. WP für den Großgrundbesitz) |
| F2   | Johann Gotter                  | LA        | LG | Werfen      | 25. Juli 1865 (vor der IV. Session) verstorben |
| D    | Mathias Gschnitzer             | RA        | HK |             | bis 1870 (3. WP) abgeordnet |
| B    | Josef Halter                   | LA        | GG |             | bis 1872 † (4. WP, I. Sess.) abgeordnet |
| F1   | Ludwig Kalteis                 | LAS       | LG | Salzburg    | bis 1869 (2. WP) abgeordnet |
| E7   | Alois Lainer                   | LAS (LA)  | SM | Tamsweg     | im Landesausschuss anstelle Gotter als Ersatzmann ab 26. Juli 1865, gewählt 20. Dezember 1865                                                                                |
| E6   | Josef Ritter von Lasser        | RA        | SM | Zell am See | bis 1870 (3. WP) abgeordnet |
| B    | Peter Mailinger                |           | GG |             | |
| B    | Johann Mayer                   |           | GG |             | |
| C    | Heinrich Ritter von Mertens    | LHS (RAS) | SM | Salzburg    | bis 1869 (2. WP) abgeordnet |
| F1   | Caspar Moser                   |           | LG | Salzburg    | |
| F3   | (Hr.) Pantsch                  |           | LG | Zell am See | nach der II. Session 1863 ausgeschieden |
| E3   | Franz Peitler                  | LA        | SM | Neumarkt    | bis 1877 (4. WP) abgeordnet |
| F2   | Franz Pichler                  |           | LG | Werfen      | nach I. Session 1861 Wahl für ungültig erklärt, dann wieder 30. November 1865 (IV. Session) anstelle Rupert Stöger angelobt                                                  |
| B    | Josef von Rauchenbichler       | LAS       | GG |             | bis 1869 (2. WP, für Salzburg) abgeordnet |
| (F3) | Josef Salzmann                 |           | LG | Zell am See | ab III. Session 1864 für Hrn. Pantsch, bis 1871 (3. WP) abgeordnet (teils auch für den Großgrundbesitz, und wieder ab 1878, 5. WP)                                           |
| B    | Johann Scharler                |           | GG |             | bis 1869 (2. WP) abgeordnet |
| E1   | Johann Schgör                  | LA        | SM | Hallein     | |
| F4   | Georg Schitter                 |           | LG | Tamsweg     | 17. Februar 1864 (vor der III. Session) ausgeschieden |
| (F4) | Franz Schleindl                |           | LG | Tamsweg     | 30. November 1865 (IV. Session) anstelle Georg Schitter angelobt (und wieder 1870, 3. WP, bis 1877, 4. WP, abgeordnet)                                                       |
| F1   | Mathias Steinacher             | RAS       | LG | Salzburg    | bis 1867 (3. WP, I. Session, diese für Golling) |
| (F2) | Adolf Steinhauser              |           | LG | Werfen      | 30. November 1865 (IV. Session) anstelle Johann Gotter angelobt, bis 1871 (3. WP) abgeordnet (und wieder ab 1877, 4. WP, VII. Sess., für den Großgrundbesitz)                |
| (D)  | Valentin Stieger               | (LAS)     | HK |             | 8. Jänner 1863 (II. Session) anstelle Franz Zeller angelobt, bis 1869 (2. WP, für den Großgrund) abgeordnet; Landesausschuss-Ersatzmann anstelle Lainer ab 20. Dezember 1865 |
| (F2) | Rupert Stöger                  |           | LG | Werfen      | 8. Jänner 1863 (II. Session) anstelle Franz Pichler angelobt, 25. September 1865 (nach III. Session) sein Mandat niedergelegt                                                |
| A    | Maximilian Joseph von Tarnóczy |           | V  |             | bis 1876 (4. WP) abgeordnet |
| E2   | Josef Weber                    |           | SM | Radstadt    | vor der II. Session 1862 ausgeschieden |
| C    | Josef Ritter von Weiß          | LH        | SM | Salzburg    | bis 1871 (4. WP, I. Sess.) abgeordnet (ab 2. WP für Radstadt) |
| (E2) | Otto Widmann                   | (LAS)     | SM | Radstadt    | 8. Jänner 1863 (II. Session) anstelle Josef Weber angelobt; Landesausschuss-Ersatzmann anstelle Zeller                                                                       |
| E5   | Josef Winkler                  |           | SM | St. Johann  | |
| D    | Franz Zeller                   | LAS       | HK |             | vor der II. Session 1862 Mandat niedergelegt |